# Lieuran-lès-Béziers
Lieuran-lès-Béziers é uma comuna francesa na região administrativa de Occitânia, no departamento de Hérault. Estende-se por uma área de 8,51 km². Em 2010 a comuna tinha 1 431 habitantes (densidade: 168,2 hab./km²).